# Gennaro Patricolo

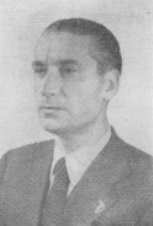
Gennaro Patricolo

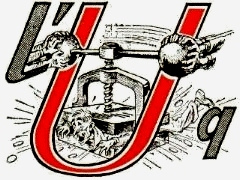
Embleem van de Romeinse krant Uomo Qalunque

Gennaro Patricolo (Palermo, 11 september 1904 – Rome, 5 maart 1980) was een jurist en journalist in het koninkrijk Italië. Patricolo schreef mee aan de grondwet van de republiek Italië (1946-1948). Hij was burgemeester van Palermo (1944-1948) tijdens de heropbouw na de Tweede Wereldoorlog. Hij bleef in mindere of meerdere mate een monarchist.

## Levensloop
In de jaren 1930 werkte Patricolo, een gediplomeerd jurist en journalist, als journalist in Palermo, Rome en Parijs.
Reeds voor de val van de monarchie (1945) werd hij burgemeester van Palermo (1944-1948) en hij bleef dit vier jaren. Dankzij belangrijke fondsen geschonken door de regio Sicilië kon hij vanaf 1946 Palermo renoveren: het Foro Italico dat zoveel als een stortplaats was, werd opgeknapt. Verschillende straten werden heraangelegd zoals de Via Pindemonte, de Via Boccadifalco, de Via Guardione en de Piazza Kalsa. 
Patricolo zetelde terzelfdertijd in de Grondwetgevende Vergadering in Rome (1946-1948). Hij behoorde tot een losse alliantie van anticommunisten en monarchisten geheten Liberale Democratico dell’Uomo Qualunque (1946). Hij stapte snel over tot een gemengde parlementaire fractie (1946-1947) en tot de Unione Nazionale (1947-1948). Al deze politici waren van dicht of van ver verbonden met de anticommunistische en conservatieve krant in Rome de Uomo Qalunque, letterlijk de Gewone Man. 
In 1948 stelde Patricolo zich kandidaat voor de parlementsverkiezingen doch werd niet verkozen. Hij verhuisde vervolgens van Palermo naar Rome. 
Patricolo werd in 1959 verkozen tot gemeenteraadslid in Rome voor de Partito Monarchico Popolare. 
In de jaren 1960 was Patricolo ereconsul in Gibraltar en Liverpool.
In 1980 stierf hij in Rome.